# 伊藤修司
伊藤 修司（いとう しゅうじ、1930年2月22日 - 2006年1月 ）は、兵庫県出身のJRA元騎手、元調教師。
父は伊藤勝吉調教師。上野清章（旧姓・伊藤）騎手は元・娘婿だった（娘との離婚を機に清章を勘当し以後絶縁）。

## 来歴
1946年、旧制・阪神商業高等学校卒業後、尾形藤吉厩舎に騎手見習として入門。1948年に騎手免許を取得。1953年からは父親の厩舎で騎手として活躍し、1961年にチトセホープで優駿牝馬（オークス）を勝ち、連闘で臨んだ東京優駿競走で3着に入るなど活躍した。父の急死により1963年に引退、通算成績は981戦197勝であった。
1964年に調教師免許を取得し、同年より京都競馬場で厩舎を開業する。1965年にハツライオーで札幌記念を勝ち重賞初制覇、以後1991年まで、27年連続JRA重賞勝利という記録を達成している。名ジャンパーグランドマーチスや、華麗なる一族と呼ばれたハギノトップレディ・ハギノカムイオー、武豊に初めてのGI勝利（菊花賞）をもたらしたスーパークリークなど、数多くのGI馬を育成した。2000年に定年を迎えて調教師を引退、調教師としての通算成績は9138戦1223勝（重賞83勝）。
2006年1月末に死去。訃報が伝えられたのは同年5月のことであった。

## 代表騎乗馬
- チトセホープ（1961年優駿牝馬優勝、啓衆賞最優秀4歳牝馬）
- シーザー（1961年宝塚記念優勝）

## 代表管理馬
- マーチス（1967年阪神3歳ステークス、1968年皐月賞優勝、啓衆賞最優秀4歳牡馬）
- ヒデコトブキ（1969年桜花賞優勝）
- ヒデハヤテ（1971年阪神3歳ステークス優勝、優駿賞最優秀3歳牡馬）
- グランドマーチス（中山大障害4度優勝、1974年・1975年優駿賞最優秀障害馬、JRA顕彰馬）
- バンブトンコート（1977年阪神3歳ステークス優勝、優駿賞最優秀3歳牡馬）
- ハギノトップレディ（1980年桜花賞、エリザベス女王杯優勝、優駿賞最優秀4歳牝馬、名牝ダイイチルビーの母）
- ハギノカムイオー（1983年宝塚記念優勝）
- ニシノライデン（GII4勝、天皇賞（春）2位失格）
- スーパークリーク（1988年菊花賞、1989年天皇賞（秋）、1990年天皇賞（春）優勝）
- ノーザンコンダクト（1991年12月21日ラジオたんぱ杯3歳S優勝、27年連続重賞勝利最後の馬）

## 主な厩舎所属者
※太字は門下生。括弧内は厩舎所属期間と所属中の職分。
- 吉永良人（1970年-1974年 騎手）
- 寺井千万基（1973年-1978年 騎手、1978年-2000年 調教助手）
- 伊藤清章（1974年-1984年 騎手）
- 松田国英（1982年-1993年 調教助手）
- 福有稔（1985年-1986年 騎手）
- 松田幸春（1992年-2000年 調教助手）